# Abd ar-Rahmān al-Ghāfiqī
Abd ar-Rahman ibn Abdallah al-Ghafiqi (arabisch عبد الرحمن بن عبد الله الغافقي, DMG ʿAbd ar-Raḥmān b. ʿAbd Allāh al-Ġāfiqī; † Oktober 732) war ein arabischer Militärführer. Er war 721 kurzzeitig der fünfte sowie 730–732 der elfte arabische Statthalter (Wālī) von Al-Andalus. 732 fiel er mit einem Heer in Gallien ein, wurde aber in der Schlacht von Tours und Poitiers von Karl Martell geschlagen und fiel.

## Leben
Abd ar-Rahman entstammte dem jemenitischen Clan der Ghafiqi. Als frommer Mann wurde er von den arabischen Muslimen zu den Tabis gerechnet, d. h. zu den Anhängern der Gefährten des Propheten. Im Rahmen der islamischen Expansion zog er in die nordafrikanische Provinz Ifrīqiya. In Marokko kam er in Kontakt mit Musa ibn Nusayr, dem Statthalter des 711 eroberten Al-Andalus, sowie mit dessen Sohn und Nachfolger Abd al-Aziz ibn Musa. Er folgte Musa Ibn Musayr nach Spanien, blieb dort nach dessen Abreise in den Osten (714) und siedelte sich in Sevilla an. Nachdem der vierte andalusische Statthalter as-Samh ibn Malik al-Chawlani im Juni 721 in der Schlacht von Toulouse gefallen war, führte Abd ar-Rahman die Reste des geschlagenen Heers nach Narbonne zurück. Die Truppen wählten ihn nun als Nachfolger des gefallenen as-Samh zum andalusischen Statthalter, doch wurde er schon nach etwa zwei Monaten von diesem Posten abberufen und durch Anbasa ibn Suhaym al-Kalbi abgelöst. Abd ar-Rahman fasste 722 den Plan, ins Frankenreich einzufallen. Nachdem Anbasa ibn Suhaym al-Kalbi 726 im Frankenreich gestorben war, folgten in den nächsten vier Jahren fünf Statthalter, ehe Abd ar-Rahman im März/April 730 vom umayyadischen Kalifen Hischām ibn ʿAbd al-Malik erneut als Statthalter von Al-Andalus eingesetzt wurde.
731 führte Abd ar-Rahman eine militärische Strafexpedition gegen den Rebellen Uthman ibn Naissa, der unter dem Namen Munuza bekannt war und die von den Umayyaden unterworfene östliche Pyrenäen-Region Cerdanya beherrschte. Munuza hatte ein Bündnis mit dem Herzog Eudo von Aquitanien geschlossen und dessen Tochter Lampegia geheiratet. In der Folge erhob sich Munuza gegen Abd ar-Rahman, wurde aber von diesem angegriffen und besiegt. Eudo konnte ihm nicht rechtzeitig zu Hilfe eilen, und der Rebell verlor sein Leben.
Abd ar-Rahman fiel von Pamplona aus 732 in Gallien ein, zunächst gegen Eudo von Aquitanien, mit einer starken Armee, zu der auch Reiter der Berber gehörten. Mit diesen Kräften drang er nach Norden vor, überschritt den Pass von Roncesvalles und verwüstete auf dem Vormarsch die Stadt Bordeaux. Herzog Eudo stellte sich den maurischen Truppen an der Dordogne entgegen und wurde geschlagen. Abd ar-Rahman marschierte weiter nach Norden auf die reiche Stadt Tours zu. Doch wurde sein Heer auf halbem Wege zwischen Poitiers und Tours nahe Châtellerault von den Truppen Karl Martells gestellt, der sich mit Liutprand, dem König der Langobarden verbündet hatte. Im Oktober 732 verloren die arabischen Truppen die einwöchige Schlacht von Tours und Poitiers, Abd ar-Rahman kam dabei ums Leben. Diese militärische Auseinandersetzung hatte aber nicht die von der älteren Geschichtswissenschaft oft zugeschriebene welthistorische Bedeutung, indem sie die islamische Expansion aufgehalten und die muslimische Vorherrschaft in Europa verhindert hätte, sondern eher den Charakter einer situationsgebundenen Strafaktion Abd ar-Rahmans gegen Munuzas Verbündeten Eudo.